# Кліренс (медицина)
Кліренс – об’єм плазми, з якої речовина повністю видаляється за певну одиницю часу. Зазвичай вимірюється в л/год або мл/хв. Поняття кліренсу ввів Томас Аддіс, випускник Едінбурзького медичного факультету.
Речовини в організмі можуть бути виведені різними органами, наприклад, нирками, печінкою, легенями тощо. Таким чином, загальний кліренс тіла дорівнює сумі кліренсу кожного органа (наприклад, нирковий кліренс + печінковий кліренс + кліренс легень = загальний кліренс тіла). Однак для багатьох препаратів кліренс є виключно функцією ниркової екскреції. У цих випадках кліренс є майже синонімом ниркового кліренсу. Кожна речовина має певний кліренс, який залежить від того, як нефрон обробляє речовину. Кліренс - це функція: 1) клубочкової фільтрації, 2) секреції з перитубулярних капілярів у нефрон, 3) реабсорбції з нефрону назад у перитубулярні капіляри. Кліренс є змінним у кінетиці нульового порядку, оскільки в одиницю часу виводиться постійна кількість препарату, але в кінетиці першого порядку вона є незмінною, оскільки кількість виведеного препарату за одиницю часу змінюється залежно від концентрації препарату в крові.

## Визначення

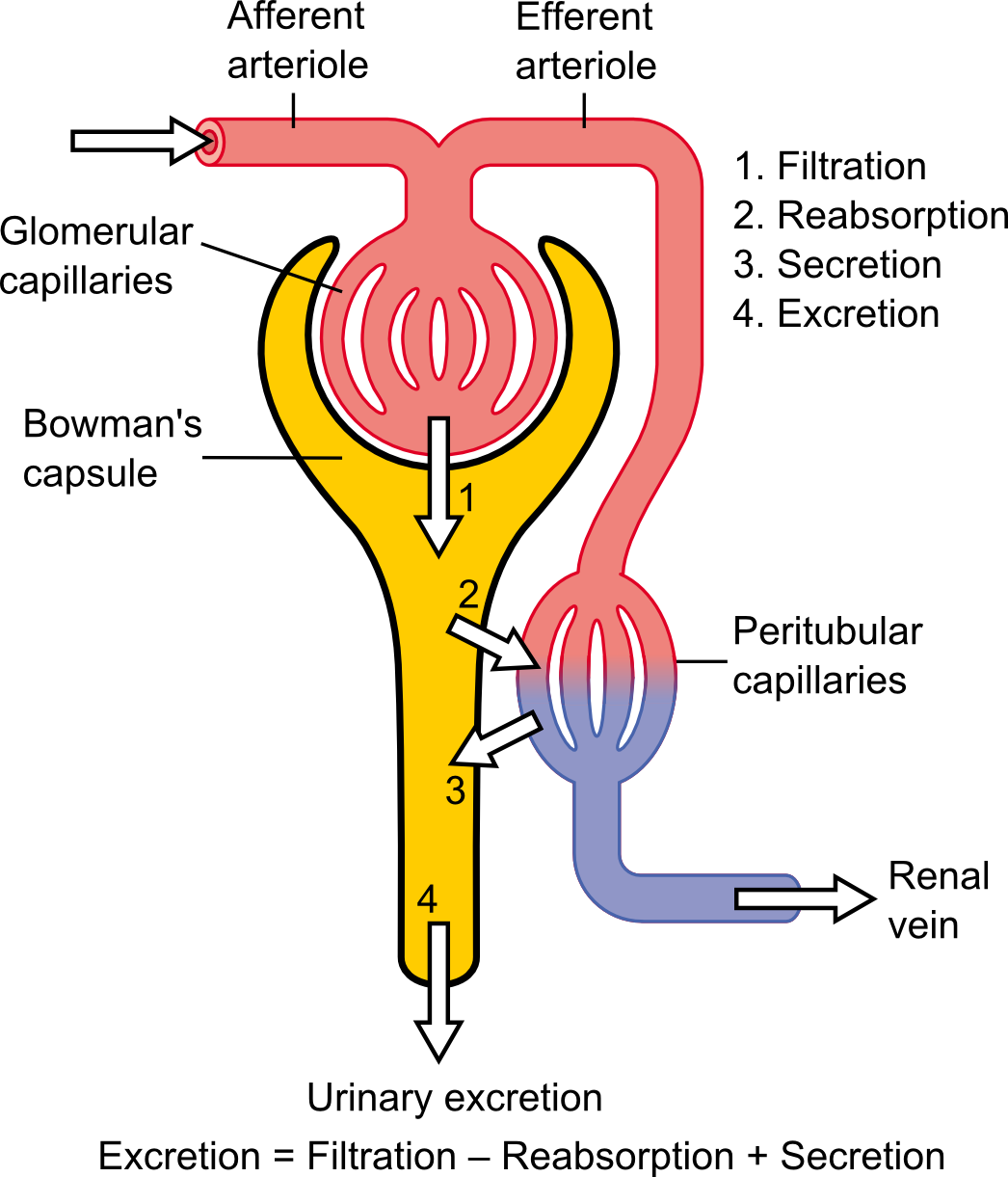
Diagram showing the basic physiologic mechanisms of the kidney

Коли кажуть про кліренс нирок, то вважається що це кількість відфільтрованої з крові та переробленої нирками рідини або кількість очищеної крові за раз, оскільки в ньому є одиниці об'ємної швидкості потоку [об'єм / час]. Однак це не стосується реальної величини, бо «нирка не повністю виводить речовину із загального потоку ниркової плазми». З точки зору масообміну об'ємний кровотік є лише одним із кількох факторів що визначають концентрацію крові та виведення речовини з організму. Інші ж включають коефіцієнт масообміну, потік діалізату та потік рециркуляції діалізу для гемодіалізу, а також швидкість фільтрації у клубочках та реабсорбції у канальцях. З фізіологічної точки зору, кліренс – це співвідношення утворення маси та концентрації крові (або плазми).
Його визначення випливає з диференціального рівняння, яке описує експоненціальний розпад і використовується для моделювання функції нирок та функції апарату гемодіалізу:
{\displaystyle V{\frac {dC}{dt}}=-K\cdot C+{\dot {m}}\qquad (1)}
Де:
- {\displaystyle {\dot {m}}} – швидкість масоутворення речовини - вважається постійною, тобто не функцією часу (дорівнює нулю для сторонніх речовин) [ммоль/хв] або [моль/с]
- t –  час діалізу або час з моменту введення речовини [хв] або [с]
- V –  об'єм розподілу або загальна кількість води в тілі [L] або [м³]
- K –  кліренс [мл/хв] або [м³/с]
- C –  концентрація [ммоль/л] або [моль/м³]

З наведених вище визначень випливає, що {\displaystyle {\frac {dC}{dt}}} – перша похідна концентрації відносно часу, тобто зміна концентрації з часом.
Кліренс іноді виражається як обернена до постійної часу, що описує швидкість виведення її з організму, поділену на об’єм розподілу (або загальну кількість води в організмі).
У стаціонарному стані це визначається як швидкість утворення речовини (яка дорівнює швидкості видалення маси), поділена на його концентрацію в крові.

## Вплив зв'язування з білками плазми крові
Для речовин, які демонструють значне зв’язування з білками плазми крові, кліренс, як правило, залежить від загальної концентрації (вільний + зв’язаний з білками), а не від вільної концентрації.
Зв’язування з білками збільшує загальну концентрацію речовини в плазмі (вільна речовина + зв’язана з білками). Це зменшує кліренс порівняно з тим, що було б у випадку, якщо б речовина не зв’язувалась з білком. Однак швидкість виведення маси однакова, оскільки вона залежить лише від концентрації вільної речовини і не залежить від зв’язування з білками плазми, навіть рахуючи те, що білки плазми крові збільшують концентрацію в дистальному нирковому клубочку, де плазма фільтрується в капсулу Боумена, оскільки відносне збільшення концентрацій речовини-білка та незайнятого білка рівні і тому не дають чистого зв’язування або дисоціації речовин із білками плазми, що дає постійну концентрацію вільної речовини в плазмі у всьому клубочку, що також було б без жодного зв’язування з цими білками.
Однак в інших місцях, крім нирок, де кліренс здійснюється білками мембранного транспорту, а не фільтрацією, велике зв’язування з білками плазми крові може збільшити кліренс, підтримуючи концентрацію вільної речовини досить постійною по всьому капілярному руслу, інгібуючи зменшення кліренсу, спричинене зниженням концентрації вільної речовини через капіляр.

## Виведення рівняння
Рівняння 1 отримано з балансу маси:
{\displaystyle \Delta m_{body}=(-{\dot {m}}_{out}+{\dot {m}}_{in}+{\dot {m}}_{gen.})\Delta t\qquad (2)}
де:
- {\displaystyle \Delta t} – проміжок часу
- {\displaystyle \Delta m_{body}} – зміна маси токсину в організмі під час {\displaystyle \Delta t}
- {\displaystyle {\dot {m}}_{in}} – швидкість споживання токсину
- {\displaystyle {\dot {m}}_{out}} – швидкість виведення токсину
- {\displaystyle {\dot {m}}_{gen.}} – швидкість утворення токсину

Вищенаведене рівняння говорить:
Зміна маси токсину в організмі  ({\displaystyle \Delta m}) протягом певного часу {\displaystyle \Delta t} дорівнює споживанню токсину плюс утворення токсину мінус його виведення.
Оскільки
{\displaystyle m_{body}=C\cdot V\qquad (3)}
та
{\displaystyle {\dot {m}}_{out}=K\cdot C\qquad (4)}
Рівняння А1 можна переписати як:
{\displaystyle \Delta (C\cdot V)=(-K\cdot C+{\dot {m}}_{in}+{\dot {m}}_{gen.})\Delta t\qquad (5)}
Якщо згрупувати in та gen., тобто  {\displaystyle {\dot {m}}={\dot {m}}_{in}+{\dot {m}}_{gen.}} і ділити на {\displaystyle \Delta t} його результат – різницеве рівняння:
{\displaystyle {\frac {\Delta (C\cdot V)}{\Delta t}}=-K\cdot C+{\dot {m}}\qquad (6)}
Якщо застосовується границя {\displaystyle \Delta t\rightarrow 0} отримується диференціальне рівняння:
{\displaystyle {\frac {d(C\cdot V)}{dt}}=-K\cdot C+{\dot {m}}\qquad (7)}
Використовуючи правило добутку, рівняння можна переписати як:
{\displaystyle C{\frac {dV}{dt}}+V{\frac {dC}{dt}}=-K\cdot C+{\dot {m}}\qquad (8)}
Якщо припустити, що зміна гучності незначна, тобто {\displaystyle C{\frac {dV}{dt}}=0}, результат – рівняння 1:
{\displaystyle V{\frac {dC}{dt}}=-K\cdot C+{\dot {m}}\qquad (1)}

## Розв’язання диференціального рівняння
Загальним рішенням наведеного вище диференціального рівняння (1) є:
{\displaystyle C={\frac {\dot {m}}{K}}+\left(C_{o}-{\frac {\dot {m}}{K}}\right)e^{-{\frac {K\cdot t}{V}}}\qquad (9)}
Де:
- Co – концентрація на початок діалізу або початкова концентрація речовини (після розподілу) [ммоль/л] або [моль/м³]
- e – основа натурального логарифму

### Стійке рішення
Рішенням вищезазначеного диференціального рівняння (9) у необмеженому часу (стійкий стан) є:
{\displaystyle C_{\infty }={\frac {\dot {m}}{K}}\qquad (10a)}
Вищевказане рівняння (10а) можна переписати як:
{\displaystyle K={\frac {\dot {m}}{C_{\infty }}}\qquad (10b)}
Наведене вище рівняння (10b) чітко показує взаємозв'язок між видаленням маси та кліренсом. У ньому зазначено, що (при постійному утворенні маси) концентрація та кліренс змінюються між собою обернено. Якщо застосовувати його до креатиніну (тобто кліренсу креатиніну), з рівняння випливає, що якщо рівень креатиніну в сироватці збільшується вдвічі, кліренс вдвічі більше, а якщо рівень креатиніну в чотири рази, кліренс розподіляється.

## Вимірювання ниркового кліренсу
Нирковий кліренс можна виміряти за допомогою тимчасового збору сечі та аналізу її складу за допомогою наступного рівняння (що безпосередньо випливає з висновку (10b)):
{\displaystyle K={\frac {C_{U}\cdot Q}{C_{B}}}\qquad (11)}
Де:
- K – кліренс [мл хв]
- CU – це концентрація сечі [ммоль/л]
- Q – потік сечі (об’єм/час) [мл/хв]
- CB – плазмова концентрація [ммоль/л] (у США часто [мг/мл])

Коли речовиною «С» є креатинін, ендогенна хімічна речовина, яка виводиться лише фільтруванням, кліренс є наближенням швидкості клубочкової фільтрації. 
Наведене вище рівняння (11) є вірним лише для стійкого стану. Якщо речовина, що очищується, не має постійної плазмової концентрації, К слід отримувати з (повного) рішення диференціального рівняння (9).

## Reference
1. ↑  Malcolm Rowland, Thomas M. Tozer (2011). Clinical Pharmacokinetics and Pharmacodynamics, Concepts and Applications. Baltimore MD: Lippincott Williams & Wilkins.
2. ↑  Pharmacokinetics objectives. Pharmacology2000.com. 27 грудня 2006. Архів оригіналу за 30 вересня 2018. Процитовано 6 травня 2013.
3. ↑  Kaplan Step1 Pharmacology 2010, page 14
4. ↑  Seldin DW (2004). The development of the clearance concept. J. Nephrol. 17 (1): 166—71. PMID 15151274. Available at: http://www.sin-italy.org/jnonline/Vol17n1/166.html [Архівовано 12 березня 2005 у Wayback Machine.]. Accessed on: Sept 2, 2007.
5. ↑  Babb AL, Popovich RP, Christopher TG, Scribner BH (1971). "The genesis of the square meter-hour hypothesis". Transactions of the American Society for Artificial Internal Organs. 17: 81–91. PMID 5158139.
6. 1 2 3  Basic clinical pharmacokinetics, Page 32: Plasma protein binding By Michael E. Winter Edition: 4, illustrated Published by Lippincott Williams & Wilkins, 2003 ISBN 0-7817-4147-5, ISBN 978-0-7817-4147-7 511 pages
7. ↑  Gotch FA (1998). The current place of urea kinetic modelling with respect to different dialysis modalities. Nephrol. Dial. Transplant. 13 Suppl 6 (90006): 10—4. doi:10.1093/ndt/13.suppl_6.10. PMID 9719197. Full Text [Архівовано 28 листопада 2005 у Wayback Machine.]
8. ↑  Gotch FA, Sargent JA, Keen ML (2000). "Whither goest Kt/V?". Kidney Int. Suppl. 76: S3–18. doi:10.1046/j.1523-1755.2000.07602.x. PMID 10936795.